# Juri Witaljewitsch Talych
Juri Witaljewitsch Talych (russisch Ю́рий Витальевич Та́лых; * 25. Mai 1990) ist ein russischer Naturbahnrodler. Er startet bei internationalen Wettkämpfen nur im Einsitzer und zählt in dieser Disziplin zu den derzeit stärksten Athleten seines Landes. Bei der Weltmeisterschaft 2011 gewann er die Bronzemedaille und bei der Europameisterschaft 2012 die Goldmedaille im Mannschaftswettbewerb; in Weltcuprennen fuhr er bisher dreimal unter die schnellsten zehn. Sein bestes Gesamtergebnis ist der siebte Platz in der Saison 2012/13.

## Karriere
Juri Talych nahm ab 2007 an internationalen Juniorenmeisterschaften teil. Bei der Junioreneuropameisterschaft 2007 in St. Sebastian fuhr er auf Platz 21 und bei der Juniorenweltmeisterschaft 2008 in Latsch auf Rang 18, jeweils als zweitbester Russe. Am 18. Januar 2009 bestritt er in Umhausen sein erstes Weltcuprennen, das er auf Platz 27 beendete. Im Rest des Winters nahm er aber an keinen weiteren Wettkämpfen teil. Seit der Saison 2009/2010 startet Talych regelmäßig im Weltcup. In diesem Winter bestritt er fünf der sechs Saisonrennen und nahm nur am Weltcupfinale in Garmisch-Partenkirchen nicht teil. Er fuhr in allen Rennen unter die schnellsten 20 und erzielte sein bestes Ergebnis mit Platz zwölf in Nowouralsk zum Saisonauftakt. Damit erreichte er als einziger Russe im Einsitzer mehr als 100 Weltcuppunkte und wurde 20. im Gesamtklassement. Bei der Europameisterschaft 2010 in St. Sebastian, seinem ersten internationalen Titelkampf in der Allgemeinen Klasse, fuhr Talych als zweitbester Russe im Einsitzer auf Platz 17 und belegte zusammen mit Ljudmila Astramowitsch, Pawel Silin und Iwan Rodin im Team Russland II Rang acht im Mannschaftswettbewerb. Bei der zwei Wochen danach ausgetragenen Juniorenweltmeisterschaft 2010 in Deutschnofen fuhr er als bester seines Landes auf Rang 13 im Einsitzer.
In der Saison 2010/2011 war Talych abermals der beste Einsitzerpilot seines Landes. Nachdem er in den Auftaktrennen in Nowouralsk zweimal nur knapp die Top 10 verfehlt hatte, fuhr er im dritten Saisonrennen in Gsies als Zehnter erstmals unter die schnellsten zehn. Danach verschlechterten sich seine Ergebnisse zwar, dennoch erreichte er im Gesamtweltcup den elften Platz. Bei der Weltmeisterschaft 2011 in Umhausen belegte er den 17. Platz im Einsitzer. Er war der einzige Russe der im Einsitzer antrat – alle anderen hatten auf einen Start verzichtet. Im Mannschaftswettbewerb gewann Talych im Team Russland I mit Jekaterina Lawrentjewa, Pawel Porschnew und Iwan Lasarew mit Bronze seine erste Medaille. Dabei profitierte er von den guten Zeiten seiner Teamkollegen, denn Talych war in seinem Lauf nur die siebtbeste Zeit gefahren.
In der Saison 2011/2012 fuhr Talych in zwei Weltcuprennen unter die schnellsten zehn (achter Platz in Olang und sechster in Nowouralsk), womit er im Gesamtweltcup Zehnter wurde. Den größten Erfolg des Winters feierte er bei der Europameisterschaft 2012 in Nowouralsk, als er mit dem Team Russland I in derselben Zusammensetzung wie bei der WM im Vorjahr die Goldmedaille im Mannschaftswettbewerb gewann. Zudem erreichte er im Einsitzer den elften Rang.

## Erfolge

### Weltmeisterschaften
- Umhausen 2011: 17. Einsitzer, 3. Mannschaft
- Deutschnofen 2013: 6. Mannschaft, 19. Einsitzer
- Vatra Dornei 2017: 2. Einsitzer, 3. Mannschaft
- Latzfons 2019: 3. Mannschaft, 5. Einsitzer
- Umhausen 2021: 9. Einsitzer

### Europameisterschaften
- St. Sebastian 2010: 17. Einsitzer, 8. Mannschaft
- Nowouralsk 2012: 11. Einsitzer, 1. Mannschaft
- Umhausen 2014: 12. Einsitzer
- Moskau 2016: 14. Einsitzer
- Obdach 2018: 14. Einsitzer
- Moskau 2020: 10. Einsitzer
- Laas 2022: 10. Einsitzer

### Juniorenweltmeisterschaften
- Latsch 2008: 18. Einsitzer
- Deutschnofen 2010: 13. Einsitzer

### Junioreneuropameisterschaften
- St. Sebastian 2007: 21. Einsitzer

### Weltcup
- 7. Gesamtrang im Einsitzer-Weltcup in der Saison 2012/13
- 2 Podestplätze